# Jenny Arthur
Jenny Lyvette Arthur (Gainesville, 11 dicembre 1993) è una sollevatrice statunitense, che ha rappresentato gli Stati Uniti ai Giochi olimpici di Rio de Janeiro 2016 nella categoria fino a 75 kg.

## Palmarès
- Mondiali

Pattaya 2019: bronzo negli 81 kg.
- Campionati panamericani

Margarita 2013: argento nei 69 kg.
Santo Domingo 2014: argento nei 75 kg.
Santo Domingo 2018: bronzo nei 75 kg.
Città del Guatemala 2019: argento nei 76 kg.